# Mirolioubiv
Mirolioubiv (en ukrainien : Миролюбів) (en russe : Миролюбов) est une commune urbaine de l'oblast de Jytomyr, en Ukraine. Sa population s'élevait à 619 habitants en 2013.

## Géographie
Mirolioubiv se trouve à 27 km au nord-ouest de Louhyny, à 116 km au nord-ouest de Jytomyr et à 189 km au nord-ouest de Kiev.

## Histoire
Mirolioubiv a été fondée en 1955 et a le statut de commune urbaine depuis 1980. La principale activité économique est l'exploitation de la tourbe par l'entreprise Ozerianski Torfozavod (en russe : Озерянский торфозавод), une filiale de Jitomirtorf.

## Population
Recensements (*) ou estimations de la population :
| 1959* | 1989* | 2001* | 2009 |
| ----- | ----- | ----- | ---- |
| 234   | 1 060 | 671   | 633  |

| 2010 | 2011 | 2012 | 2013 |
| ---- | ---- | ---- | ---- |
| 622  | 616  | 619  | 619  |

## Transports
Par la route, Mirolioubiv se trouve à 36 km Louhyny, à 142 km de Jytomyr et à 211 km de Kiev. La gare ferroviaire de Bilokorovytchi (Білокоровичі) se trouve à 22 km au sud.